# Фудай (статус)
Фудай (яп. 譜代, «исконный») — статус самурайского рода или провинциального правителя-даймё в системе классификации подчинённых сёгуната по степени родства или близости к правящему сёгунскому дому. С конца XII до середины XIX века этим термином обозначали вассалов сёгуна, родственники которых из поколения в поколение служили ему.
Даймё, которые издревле служили роду сёгунов, называли фудай даймё (яп. 譜代大名). Термин фудай также применяется по отношению давних вассалов самих даймё (яп. 譜代の臣, «давний слуга»).
В сёгунате Эдо (1603—1867) фудаями называли роды тех провинциальных правителей, которые были вассалами сёгунского дома Токугава до битвы при Сэкигахара и не были его родственниками по мужской линии. Их среднее количество составляло около 135 родов. Самыми крупными из них были род Ии (300 000 коку) и род Сакаи (140 000 коку). Остальные фудаи имели земли доходом от 50 000 до 10 000 коку. Их владения располагались, как правило, рядом с центром, городом Эдо, или в стратегически важных провинциях для контроля за малолояльными тодзама даймё и императорским двором. Фудай даймё занимали высокие должности в сёгунате и имели право участвовать в принятии важных политических решений.